# ジョーダン・EJ13
ジョーダン・EJ13 (Jordan EJ13) はジョーダンが2003年のF1世界選手権に投入したフォーミュラ1カー、デザイナーはアンリ・デュラン。

## 概要
シャーシはEJ12の改良型であり、フロントノーズの形状（前方視界の悪さ）などは修正された。
ワークスのホンダエンジンを失い、カスタマー仕様のフォード・RS1（ジャガーが使用するワークスの1年落ち）を搭載したが、度々エンジントラブルに見舞われた。メインスポンサーだったDHLの離脱、人材の流出などにより、充分な開発作業を行えなかった。それもあってか、第3戦ブラジルグランプリ決勝ではファーマンのマシンのサスペンションが走行中に突然壊れたり、第13戦ハンガリーグランプリのフリー走行中にこれまたファーマンのマシンが走行中にリアウイングが突然外れたりなど、安全性を疑うようなトラブルも起きている。

## 2003年シーズン
レースドライバーは前年からの起用となるジャンカルロ・フィジケラと、F1ルーキーのラルフ・ファーマン。そしてファーマンが負傷休養となった2レースでスポット参戦したゾルト・バウムガルトナーの3人。最終戦日本GPでは本山哲が金曜特別フリー走行に参加した。
雨天のため大荒れとなった第3戦ブラジルグランプリにおいて、フィジケラが自身のF1初優勝を飾る健闘を見せるが入賞はこの1勝を含めて2回にとどまった。ルーキーのファーマンはスペイングランプリで8位入賞を果たしたが、ハンガリーグランプリのフリー走行2日目、走行中に突然リアウィングが外れるトラブルに見舞われてタイヤバリアに突っ込む大クラッシュを喫して2レースを欠場。代役としてサードドライバーのバウムガルトナーがハンガリー人初のF1ドライバーとしてデビューするに至った。
結局このシーズンは1勝を含むが入賞は3回となり、コンストラクターズランキング9位で終了した。

## スペック

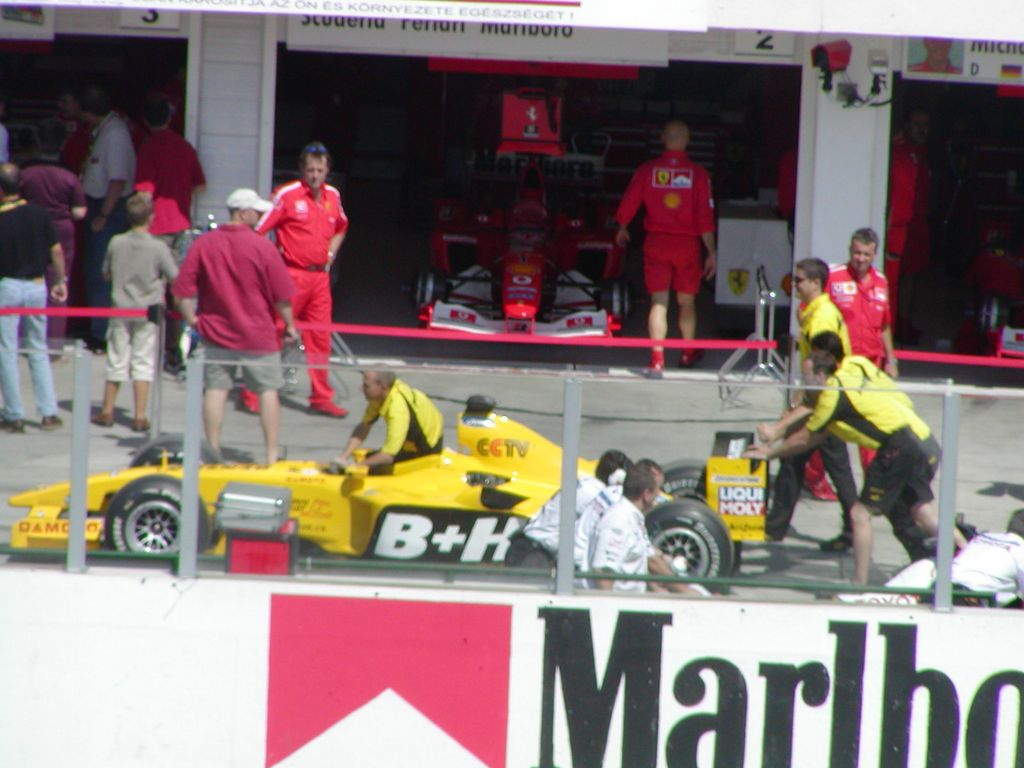
ハンガリーGPにて

### シャーシ
- シャーシ名 EJ13
- トレッド 1,500 mm（フロント）/ 1,418 mm（リア）
- ホイールベース 3,000 mm
- 全長 4,600 mm
- 全高 950 mm
- 材質 カーボンファイバー・アルミハニカムコンポジット
- ギアボックス ジョーダン 7速セミオートマチック
- クラッチ ジョーダン/AP
- ブレーキ ブレンボ
- ホイール BBS
- タイヤ ブリヂストン

### エンジン
- エンジン フォード・コスワース RS1
- 気筒数・角度 V型10気筒・72度
- 排気量 2,998 cc
- スパークプラグ チャンピオン
- 燃料・潤滑油 エルフ

## F1における全成績
(key) （太字はポールポジション）
| 年     | No. | ドライバー               | 1   | 2   | 3   | 4   | 5   | 6   | 7   | 8   | 9   | 10  | 11  | 12  | 13  | 14  | 15  | 16  | ポイント | ランキング |
| 年     | No. | ドライバー               | AUS | MAL | BRA | SMR | ESP | AUT | MON | CAN | EUR | FRA | GBR | GER | HUN | ITA | USA | JPN | ポイント | ランキング |
| ------ | --- | ------------------------ | --- | --- | --- | --- | --- | --- | --- | --- | --- | --- | --- | --- | --- | --- | --- | --- | -------- | ---------- |
| 2003年 | 11  | ジャンカルロ・フィジケラ | 12  | Ret | 1   | 15  | Ret | Ret | 10  | Ret | 12  | Ret | Ret | 13  | Ret | 10  | 7   | Ret | 13       | 9位        |
| 2003年 | 12  | ラルフ・ファーマン       | Ret | 10  | Ret | Ret | 8   | 11  | 12  | Ret | 11  | 15  | 13  | Ret | INJ | INJ | Ret | 14  | 13       | 9位        |
| 2003年 | 12  | ゾルト・バウムガルトナー |     |     |     |     |     |     |     |     |     |     |     |     | Ret | 11  |     |     | 13       | 9位        |

太字はポールポジション、斜体字はファステストラップ
- ドライバーズランキング
  - ジャンカルロ・フィジケラ 12位(12ポイント)
  - ラルフ・ファーマン 19位(1ポイント)
  - ゾルト・バウムガルトナー 24位(0ポイント)

## 参照
1. ↑  本山が参加するのは、「テストの日数制限を受けるかわり、金曜日に2時間余分に走れる」という、今年からのルールに則って行われる“金曜テスト”。 WEBカーグラフィック 2003年10月8日